# مهاجرت اجباری از بسارابیا و بوکوفینای شمالی
مهاجرت اجباری از بسارابیا و بوکوفینای شمالی بین اواخر ۱۹۴۰ و ۱۹۵۱ اتفاق افتاد و بخشی از سیاست سرکوب سیاسی ژوزف استالین علیه مخالفان بالقوه قدرت شوروی بود (به انتقال مهاجرت اجباری در اتحاد جماهیر شوروی مراجعه کنید). تبعید شدگان معمولاً به «اسکان‌های ویژه» (спецпоселения) منتقل می‌شدند (به اسکان اجباری در اتحاد جماهیر شوروی مراجعه کنید).
تبعیدها پس از اشغال بسارابیا و شمال بوکوفینا توسط شوروی آغاز شد که در ژوئن ۱۹۴۰ اتفاق افتاد. بر اساس گزارش محرمانه وزارت کشور اتحاد جماهیر شوروی در دسامبر ۱۹۶۵، ۴۶۰۰۰ نفر از جمهوری شوروی سوسیالیستی مولداوی در طی ۱۹۴۰–۱۹۵۳ تبعید شدند.